# Leptostylopsis yukiyu
Leptostylopsis yukiyu is een keversoort uit de familie van de boktorren (Cerambycidae). De wetenschappelijke naam van de soort werd voor het eerst geldig gepubliceerd in 2004 door Micheli & Micheli.